# 배무덤
배무덤은 죽은 이와 죽은 이의 물건(부장품)을 같이 배나 보트등에 실어 장사지내는 것을 말한다. 앵글로색슨족, 매로빙거 왕조, 바이킹, 루스(Ros)등 게르만족에 속하는 집단들이 배무덤으로 장사를 지냈으며, 고대 이집트에서도 가끔 배무덤 풍속이 있었다. 게르만족에게 배무덤 풍속은 죽은 자를 그들의 이상향인 발홀로 떠나보내는 것으로 여겨졌고, 죽은 이에게 매우 영예로운 일이었다.